# 세계일류상품
세계일류상품(World Class Product of Korea)은 산업통상자원부와 대한무역투자진흥공사(Korea Trade-Investment Promotion Agency, 이하 KOTRA)가 생산기업을 인증하는 사업이다. 세계 시장점유율 5위 이내 및 5% 이상에 드는 품목인 ‘현재 일류상품’과 7년 이내 진입 가능 품목인 ‘차세대 일류상품’으로 구성된다. 

## 개요
- 세계일류상품은 생산기업의 기업의 경쟁력 제고 및 수출활성화에 기여하기 위한 사업이다. 세계일류상품 생산기업간의 상호연계를 돕고 선정 기업의 글로벌 브랜드 이미지를 강화하는 데 목적이 있다. 우수한 상품 및 기업을 선정함으로써 소비자(바이어)들이 상품을 믿고 구매할 수 있도록 기여하고 있다.

## 연혁
- 2001 산업통산부 주최로 세계일류상품 사업 출범 ‘세계일류상품육성 촉진대회’[1]

삼성전자, SK하이닉스의 메모리반도체(DRAM), LG디스플레이의 TFT-LCD 등 120개 상품, 140개 생산기업 최초 선정
- 2005 현대중공업의 굴삭기, 인바디 체성분분석기 등 112개 상품 추가 선정[3]

- 2010 쿠쿠전자 전기밥솥, 현대중공업 대형엔진실린더프레임 등 218개 상품 추가 선정[4]

- 2013 선정 및 사후관리를 포함한 통합운영기관 KOTRA 지정[5]

- 2015 한화케미칼 태양전지용EVA, 락앤락 플라스틱밀폐용기 등 209개 상품 추가 선정[6]

- 2017 산업부에서 중소기업청으로 세계일류상품 관련 사업 이관[7]

## 선정기준
현재 세계일류상품 선정기준은 해당 상품 생산액의 국가점유율 기준으로 세계시장점유율 5위 이내이고 5% 이상이다. 또한 세계시장규모 연간 5천만불 이상, 국내시장규모의 2배 이상 또는 수출규모가 연간 5백만불 이상의 기준을 충족해야 한다. 현재 세계일류상품 생산기업은 자사가 생산하는 상품의 세계시장점유율이 국내 5위 이내, 수출액이 국내 동종상품 생산기업 중 1위, 국내 동종상품 수출액의 30% 이상 중 하나의 기준을 충족해야한다. 최종 선정 제품과 기업은 세계 일류상품 인증로고를 사용할 수 있다.
- 1~4월 중 세계일류상품 육성사업 제도 운영 관련 요령 협의
- 5~6월 중 선정계획 공고 및 신청서 접수 (간사기관)
- 5~6월 중 선정계획 공고 및 신청서 접수 (간사기관)
- 7~8월 중 자료 검토 및 보완 자료 요청 (간사기관)
- 9~10월 중 추천안 작성 및 추천심의위원회 심의 (간사기관)
- 11월 중 선정안 작성 및 발전심의위원회 심의
- 12월 중 선정결과 확정 공고 및 인증서 수여식

## 선정절차
세계일류상품 신청은 2001년 사업 시작 이래로 매년 이루어지고 있다. 신청 기업은 32개의 섬유·생활용품, 디지털·전자, 산업기계·플랜드 등 업종별 전문가들로 구성된 간사기관에서 추천을 받아서 선정된다. 
- 섬유·생활용품 간사기관
  - 한국섬유산업연합회
  - 한국신발산업협회
  - 한국완구공업협동조합
  - 한국아웃도어스포츠산업협회
  - 대한가구산업협동조합연합회
- 생활·화학 간사기관
  - 한국정밀화학산업진흥회
  - 한국바이오협회
- 디지털전자 간사기관
  - 한국전자정보통신산업진흥회
- 반도체·전자부품 간사기관 
  - 한국반도체산업협회
  - 한국디스플레이산업협회
  - 한국전기산업진흥회
  - 한국광산업진흥회
  - 한국전자회로산업협회
- 산업기계·플랜트 간사기관
  - 한국기계산업진흥회
  - 한국플랜트산업협회
  - 한국기계공업협동조합연합회
- 수송기계 간사기관
  - 한국조선해양플랜트협회
  - 한국조선해양기자재공업협동조합
  - 한국철도차량산업협회
  - 한국자동차산업협동조합
- 철강금속·석유화학 간사기관
  - 한국석유화학협회
  - 한국비철금속협회
  - 한국철강협회
  - 한국금형공업협동조합
- 농산물 간사기관
  - 한국농수산식품유통공사
  - 한국농림식품수출입조합
- 보건산업 간사기관
  - 한국제약협회
  - 한국의료기기공업협동조합
  - 대한화장품협회
  - 한국식품산업협회
- 서비스산업 간사기관
  - 한국프랜차이즈산업협회
  - 한국IT서비스산업협회